# Kingdoms
Medieval II: Total War: Kingdoms és l'expansió del joc per PC del 2006, Medieval II: Total War. L'expansió va ésser posada a la venda el 28 d'agost del 2007 als EUA i el 31 d'agost a la UE, i inclou quatre noves campanyes que giren entorn del descoberta d'Amèrica, la Britànnia del SXIII, i les campanyes croades, tant a Terra Santa com al Nord d'Europa.

## Característiques noves de Kingdoms
- Quatre noves campanyes.
- 23 faccions jugables: 13 faccions completament noves, les altres 10 ja existien a Medieval II: Total War.
- Al voltant de 150 unitats noves.
- Dirigeix exèrcits de reforç durant les batalles (encara que no directament).
- Herois amb habilitats especials.
- Construeix forts permanents i millora'ls.
- Als emplaçaments se'ls pot canviar el nom durant el joc.
- Noves armes de setge, incloent catapultes que llancen barrils plens d'oli bullent.
- Nous arbres tecnològics influenciats per la Religió i pel Prestigi.
- Nous tipus de missions.
- 6 nous escenaris multijugador i 20 nous mapes pel mode Batalla Personalitzada.
- Compatibilitat amb el nou mode multijugador "Hotseat" (més de 2 jugadors humans - sense capacitat de batalles "resoltes al camp de batalla" entre jugadors humans.
- 9 tipus nous d'agents (a través de versions reanomenades d'agents del joc original).

## Campanyes
Medieval 2: Total War: Kingdoms incorpora 4 noves campanyes, cadascuna d'elles centrant-se en una àrea diferent. Cada nova campanya serà instal·lada individualment i l'expansió sencera ocuparà al voltant de 4 GB d'espai al disc dur.

## Campanya de les Amèriques
La campanya de les Amèriques es desenvolupa a començaments del s.XVI, quan la guerra arriba a l'Amèrica Central i els llunyans poders europeus comencen a interessar-se pel Nou Món. Tres grups diferents –mesoamericans, nord-americans i europeus- competissen entre ells, cadascun amb interesaos diferents. Espanya busca riqueses i poder, aniquil·lant als nadius tal com va avançant i ajudada per les seves armes i armadures superiors, mentre que simultàniament atrauen l'atenció i respecte del Rei d'Espanya, però forces angleses i franceses estan de camí, amb intenció de forjar els seus propis imperis. Les preocupacions principals del mesoamericans són dues: el domini de l'Imperi Asteca i l'arribada dels espanyols. Els poderosos asteques governen un territori molt més gros que qualsevol dels seus veïns, però està envoltat i dividit per poders hostils, farts de la seva tirania; encara que, els asteques i els seus enemics per igual estan competint contra el temps per tal d'unificar als nadius: els espanyols porten amb ells armes terribles i devastadores epidèmies, i en cas que no se’ls pugui parar, acabaran amb qualsevol nació que trobin. Per acabar, al nord estan les tribus xiximeques i apastes; els dos grups de tribus estan bastant ayunitas del caos regnant a l'Amèrica Central, i, essent capaços d'aprendre ràpidament com utilitzar els cavalls i la pólvora, estan potser millor equipats per resistir les onades d'europeus que venen des de l'est. No en va, els dos grups de tribus han d'anar amb compte per tal que una altra facció, ja sigui nadiua o europea, no aconsegueixi unir l'Amèrica Central contra ells.

### Llista de faccions
- Virregnat de Nova Espanya – Infanteria i cavalleria ben armada I cuirassada, incloent dragons i mosqueters. Flota poderosa i bona artilleria. Encara que només tenen unitats europees en nombres molt reduïts i massa sovint hauran de recórrer a mercenaris nadius.
  - Dificultat: Fácil.
  - Religió: Cristians catòlics.
  - Emplaçaments inicials: 'Havana (capital) i Veracruz.
- Imperi Asteca – Gran mancança en tecnología i només té infanteria bàsica i mal equipada. Exèrcits immensos i algunes ferotges unitats d'elit.
  - Dificultat: Moderada.
  - Religió: Pagans.
  - Emplaçament inicials: Santo Domingo de Tehuantepec, Mitla, Danipaguache, Tixtla, Tehuacán, Huaxtepec, Tenochtitlán (capital), Tula i Tuxpan.
- Els Maies - Gran mancança en tecnologia i només té infanteria bàsica i mal equipada. Exèrcits immensos i algunes ferotges unitats d'elit.
  - Dificultat: Moderada.
  - Religió: Pagans.
  - Emplaçaments inicials: Txitxén Itzá, Uxmal, Canpech i Tikal (capital).
- Tribus apatxes – Bona cavalleria de projectil i arquers. Poden desenvolupar la seva tecnologia (més aviat la roben) i utilitzar cavalls i rifles.
  - Dificultat: Moderada.
  - Religió: Pagans.
  - Emplaçaments inicials: Campament Apatxe (capital).
- Tribus xiximeques (Desbloquejable) – Bona infanteria i arquers. Poden desenvolupar la seva tecnologia (robar-la més aviat) i utilitzar cavalls i rifles.
  - Dificultat: Moderada.
  - Religió: Pagans.
  - Emplaçaments inicials: Colotán i Zacatecas (capital).
- Tlaxcalteques (Desbloquejable) - Gran mancança en tecnologia i només té infanteria bàsica i mal equipada. Exèrcits immensos i algunes ferotges unitats d'elit.
  - Dificultat: Difícil.
  - Religió: Pagans.
  - Emplaçaments inicials: Tlaxcala (capital).
- Tarascs (desbloquejable) - gran mancança en tecnologia i només té infanteria bàsica i mal equipada. Exèrcits immensos i algunes ferotges unitats d'elit.
  - Dificultat: Moderada.
  - Religió: Pagans.
  - Emplaçaments inicials: Zacapu i Apatzingán (capital).
- Nova França (no jugable) – Poderosa cavalleria, infanteria pesant i tecnologia avançada.
  - Religió: Cristians catòlics.
  - Emplaçaments inicials: al llarg de la campanya van arribant expedicions, fent terra a l'Amèrica del Nord i Florida (no estic molt segur, si hi ha algun lloc més si us plau, escriviu-lo aquí), amb exèrcits bastant poderosos.
- Colònies angleses (no jugable) – Poderosa cavalleria, infanteria pesant, arquers amb arcs llargs i tecnologia avançada.
  - Religió: Cristians catòlics.
  - Emplaçaments inicials: van manant expedicions al llarg de la campanya, normalment arriben exèrcits considerables a la zona oriental de l'Amèrica Central i a la península del Yucatán (no estic molt segur, si hi ha algun lloc més si us plau, escriviu-lo aquí).

### Característiques a ressaltar
Aquesta campanya afegeix els variats exèrcits de conquistadors que anaren al Nou Món creant grans, formidables exèrcits en les Amèriques lleials a Nova Espanya. Un cop creats, la facció de Nova Espanya pot utilitzar aquests exèrcits encara que semblin poc nombrosos.
També, jugant com a Nova Espanya, tal com vas progressant durant la campanya, s'atorguen missions de part del rei d'Espanya, i quan guanyis proa influència, seràs recompensat amb un títol més elevat de noblesa, com ara baró, comte, etc. Aquests títols desbloquegen nivells d'edifici més avançats pel jugador.
Jugar amb les tribus apatxes et dona accés a l'habilitat del "camí de la guerra", la qual és l'equivalent a la Jihad del Medieval 2: Total War. Aquestes tribus també poden utilitzar la tecnologia de les faccions colonitzadores – després de lluitar contra una facció colonitzadora, com ara Nova Espanya, les tribus apatxes podran construir Tipis de comerciants de pólvora i entrenadors de cavalls. Les tribus txitximeques també són capaces d'utilitzar la tecnologia enemiga al seu favor.
Totes les faccions que creguin en el Déu Sol podran sacrificar unitats en comptes de llicenciar-les. També podran sacrificar poblacions senceres capturant un emplaçament o les tropes capturades als enemics. El sacrifici incrementarà la creença en el Déu Sol i augmentarà la felicitat del teu poble.

## Campanya de Britània
Començant l'any 1258, la campanya de Britània se centra en l'extens però estret 
regne d'Anglaterra provant de conquerir les Illes Britàniques. Ara que el famolenc 
tro anglès té molts enemics. El regne de Gal·les ha estat unit pel rei Llywelyn ap 
Gruffydd, i ara té l'esperança de colpejar i destruir als estretament estesos anglesos d'una 
vegada i per totes. Escòcia té una fràgil aliança amb Anglaterra, però no durarà quan 
l'amenaça anglesa es faci massa gran. Els clans d'Escòcia han estat veient com els anglesos 
s'han anat fent poderosos i més poderosos, i ara se senten més amenaçats que mai - han de 
defensar les seves fronteres de la creixent amenaça. Totes les tribus irlandeses han estat 
unificades pel valent cabdill Brian O'Conor. Ara tenen una possibilitat de fer als anglesos 
anar-se d'Irlanda i fer invasions en altres regnes britànics. Mentrestant Noruega
continua posseint l'illa de Man i les Hèbrides, potser tenint l'esperança d'envair Britània
mentre els altres regnes tenen les seves forces esteses, aprofitant aquest temps de 
debilitat pels regnes britànics. Anglaterra mateixa està bastant debilitada després de 
diversos anys lluitant contra els altres regnes. També hi ha una altra gran amenaça pels 
anglesos, aquest cop dins de les seves pròpies fronteres. Diversos barons anglesos 
qüestionen les lleis i regles imposades pels reis anglesos, i planegen fer una rebel·lió 
mentre les forces principals del regne estan lluitant en altres països. Només el temps podrà 
dir el que passarà a Britània.

### Llista de faccions
- Regne d'Anglaterra - Infanteria pesant i arquers poderosos però certa mancança en cavalleria i llancers.
  - Dificultat: Fàcil.
  - Cultura: Anglesa.
  - Emplaçaments inicials: Launceston (ciutat), Shaftsbury (castell), Cardiff (ciutat), Gloucester (castell), Winchester (ciutat), Arundel (castell), Canterbury (ciutat), Oxford (ciutat), Londres (ciutat, capital), Shrewsbury (ciutat), Nottingham (castell), Norwich (ciutat), Lincoln (ciutat), Chester (ciutat), Lancaster (castell), York (ciutat), Carlisle (ciutat), Newcastle (ciutat), Derry (ciutat), Trim (castell), Athenry (castell) i Dublín (ciutat).
- Regne d'Escòcia - Infanteria i arquers capaços i excel·lents unitats armades amb piques, però certa mancança en cavalleria, unitats amb armes de foc i llancers.
  - Dificultat: Fàcil.
  - Cultura: Escocesa.
  - Emplaçaments inicials: Dumfries (ciutat), Glasgow (ciutat), Edimburg (ciutat), Stirling (castell), Perth (ciutat, capital), Aberdeen (ciutat) i Inverness (castell).
- Regne d'Irlanda - Bona cavalleria, unitats amb armes de foc i javal·liners, però tenen poca varietat en unitats armades amb llances i una gran mancança d'arquers decents.
  - Dificultat: Moderada.
  - Cultura: Irlandesa.
  - Emplaçaments inicials: Cork (ciutat, capital), Tipperary (ciutat), Lifford (castell) i Downpatrick (ciutat).
- Regne de Gal·les - Excel·lents arquers amb arc llarg i llancers, però mancança en infanteria pesant.
  - Dificultat: Difícil.
  - Cultura: Gal·lesa.
  - Emplaçaments inicials: Penfro (castell), Montgomery (ciutat) i Caernarfon (castell, capital).
- Regne de Noruega - Excel·lent infanteria pesant armada amb temibles armes de dos mans, però certa mancança en llancers.
  - Dificultat: Difícil.
  - Cultura: Noruega.
  - Emplaçaments inicials: Castletown (castell, capital), Arran (ciutat), Mull (castell), Stornoway (ciutat), Wick (castell) i Kirkwall (ciutat).
- L'Aliança dels Barons (no jugable) - veure Anglaterra.
  - Cultura: Anglesa.
  - Emplaçaments inicials: passaran a formar part de l'Aliança dels Barons tots els emplaçaments anglesos que es rebel·lin, així com tots els generals, exèrcits i flotes angleses que es rebel·lin. Inicialment l'Aliança dels Barons és una facció inexistent.

### Característiques a ressaltar
La presència de forts de pedra permanents en llocs estratègics (els quals poden guarir al seu interior un exèrcit i mantenir gratuïtament a un petit nombre d'unitats). Aquestes estructures poden aguantar per poc temps un setge i són reparades automàticament després de cada batalla.
Certes unitats només poden ésser entrenades si la cultura de la facció és prou alta en un emplaçament, convertint l'expansió en terres conquerides en un treball més difícil.
Una facció no jugable, especial -l'Aliança dels Barons-, semblant en la manera de funcionar als Rebels Romans Occidentals i Orientals del joc Rome Total War:Barbarian Invasion.
Quan personatges, exèrcits i emplaçaments sota control anglès es rebel·len, passaran a formar part de l'Aliança, una facció amb els mateixos punts forts i dèbils de la facció original, incloent l'habilitat d'utilitzar la diplomàcia i als assassins per assolir els seus objectius.
A cada facció se li paga una quantitat addicional de florins per torn. Aquest pagament és conegut com a "la donació reial". En Medieval II: Total War, algunes faccions reben una alta donació reial cada torn i d'altres en reben una de baixa, però en comptes de rebre una 
donació reial fixa, cada facció a la campanya de Britània rep una donació reial dinàmica - 
la quantitat de diners rebuda a cada torn pot canviar.
Un nombre de figures històriques van apareixent, ja sigui al principi o en algun moment més endavant, a la campanya. Encara que els manquen les habilitats especials dels herois de la campanya de les Croades, aquests normalment venen acompanyats d'un extens exèrcit.

## Campanya de les Croades
Començant l'any 1174, la campanya de les Croades se situa alguns anys abans 
de la Tercera Croada, continuant amb la Quarta Croada i amb les posteriors. Inclou al Regne de Jerusalem i al Principat d'Antioquia, els quals intenten reforçar la presència cristiana a Terra Santa, mentre que els turcs de Nur-ad-Din Mahmud i els egipcis d'en Salah al-Din (Saladí) intenten evitar-ho. Mentrestant, l'Imperi Bizantí, governat per l'emperador Manuel Comnè, s'expandeix lentament cap a l'Orient Mitjà per recuperar la seva antiga glòria, i també prova de fer retrocedir als turcs, així com mantenir a ratlla als rebels i als venecians que els ataquen per l'oest.

### Llista de faccions
- Regne de Jerusalem - Poderosa cavalleria pesant, però té poca varietat en unitats lleugeres.
  - Dificultat: Fàcil.
  - Emplaçaments inicials: Ascaló (castell), Jerusalem (ciutat, capital), Krak dels Moabites (castell), Arsuf (castell), Acre (ciutat), Tir (castell) i Trípoli (ciutat).
  - Religió: Cristians catòlics.
- Turcs Seljúcides - Bons arquers muntats i infanteria, però mancança en cavalleria pesant durant el període final.
  - Dificultat: Fàcil.
  - Religió: Musulmans.
  - Emplaçaments inicials: Bagdad (ciutat, capital), Tikrit (ciutat), Mossul (castell), Raqqa (ciutat), Amòrion (ciutat), Doryleum (ciutat), Ankara (ciutat), Kirsehir (ciutat) i Icònia (castell).
- Principat d'Antioquia - Poderosa cavalleria pesant, però té poca varietat en unitats lleugeres.
  - Dificultat: Moderada.
  - Emplaçaments inicials: Krak dels Cavallers (castell), Antioquia (ciutat, capital), Alep (castell), Edessa (ciutat), Diyarbakir (ciutat) i Malatya (ciutat).
  - Religió: Cristians catòlics.
- Egipte fatimita - té cavalleria molt poderosa, però li manca infanteria pesant.
  - Dificultat: Moderada.
  - Religió: Musulmans.
  - Emplaçaments inicials: Alexandria (ciutat), Tanta (ciutat), Dumyat (castell), El Caire (ciutat, capital), ciutat de Suez (ciutat) i Oasi de Siwa (ciutat).
- Imperi Romà d'Orient - Bona cavalleria pesant, llançadors de foc grec, cavalleria de projectil i arquers, però mancança en tropes d'escaramussa.
  - Dificultat: Difícil.
  - Religió: Cristians ortodoxos.
  - Emplaçaments inicials: Constantinoble (ciutat, capital), Abidos (ciutat), Palaeokastron (ciutat), Nicea (ciutat), Esmirna (castell), Laodicea (ciutat), Heraclion (ciutat), Rodes (castell), Heraclea (ciutat), Sinope (ciutat) i Trebisonda (castell).
- Els Mongols (no jugable) - Cavalleria poderosa però infanteria una mica pobre.
  - Religió: Musulmans.
  - Emplaçaments inicials: arriben d'una manera semblant al Medieval II: Total War, amb exèrcits immensos en un mateix punt (a la zona oriental del mapa, als dominis dels turcs i per voltants), però sense cap emplaçament, tenint-ne que conquerir almenys un perquè els sigui possible entrenar unitats.
- República de Venècia (no jugable) - Excel·lents unitats d'infanteria, de milícia i colonials, però cavalleria pobra.
  - Religió: Cristians catòlics.
  - Emplaçaments inicials: funcionen d'una manera semblant als mongols, en cert punt de la partida apareixen exèrcits venecians molt nombrosos a la zona europea del mapa (a la regió de Constantinoble) i han de capturar emplaçaments per tal d'establir-se a Terra Santa.

### Característiques a ressaltar
En la campanya de les Croades els generals tenen l'habilitat de construir forts permanents 
que segueixen dempeus fins i tot després d'haver estat abandonats.
Els gremis dels hashashins estan disponibles tant per Egipte com pels turcs, proporcionant 
bonus als assassins, oferint missions d'assassinat sobre importants figures i permetent 
entrenar assassins que combaten al camp de batalla.
El Principat d'Antioquia i el Regne de Jerusalem poden fer ús dels cavallers de les ordes 
religioses dels Hospitalers i dels Templers, respectivament, donant-los accés a unitats 
úniques - de les quals només una pot estar present al mapa de campanya a la vegada.
Cadascuna de les cinc faccions jugables posseeix una única regió designada com a "Centre de 
poder", fer perdre a una facció un d'aquests centres de poder és donar-li un cop mestre. Per 
exemple, la pèrdua del centre de poder d'una facció evita l'entrenament de certs tipus de 
tropa bastant poderosos. En cas que un Centre de poder sigui perdut, cada cert temps 
arribaràn reforços per ajudar en la seva reconquesta.

#### Herois
Cada facció jugable té accés a un únic personatge especial o "heroi", aquests poderosos 
herois posseeixen habilitats capaces de canviar el rumb de la batalla.
| Facció                | Heroi                 | Habilitat |
| --------------------- | --------------------- | --- |
| Regne de Jerusalem    | Ricard Cor de Lleó    | Fa tornar immediatament a la batalla a totes les unitats que estiguessin fugint en aquell moment. |
| Egipte                | Salah al-Din (Saladí) | Augmenta breument la moral de totes les unitats que encara no estiguin fugint al màxim. |
| Els turcs             | Nur-ad-Din Mahmud     | Augmenta breument la velocitat d'atac i la moral de les tropes. |
| Imperi Bizantí        | Manuel Comnè          | Pot causar que els homes d'una mateixa unitat comencin a lluitar entre ells, traient-los del joc fins que l'heroi bizantí vulgui o siguin atacats. Aquesta habilitat només pot ésser utilitzada un cop per batalla. |
| Principat d'Antioquia | Felip II l'August     | Augmenta breument la força d'atac de les tropes i redueix, també breument, el seu cansament. |

## Campanya Teutònica
Començant l'any 1250, la campanya teutònica se centra en el conflicte entre el 
Cristianisme - encapçalat per l'Orde Teutònic - i el Paganisme europeu oriental 
- representat per Lituània. (Vegeu Croades Nòrdiques.) L'Orde Teutònic és 
despietada i no és una amenaça només pels Pagans, sinó també pels altres països propers.
Nóvgorod està lluny, cap a l'est, dins de la zona bàltica, i protegeix la seva rica ciutat 
amb totes les seves forces. Han sigut més hàbils que l'Orde Teutònic, i com a conseqüència 
triomfaren en el passat contra aquesta, però des de llavors l'Orde no ha deixat 
d'expandir-se ràpidament. Nóvgorod ha d'augmentar ràpidament el seu poder militar si no vol 
desaparèixer! El Ducat de Lituània està desesperat intentant fer retrocedir a l'Orde 
Teutònica. Si el Ducat vol sortir victoriós, hauran d'utilitzar els seus densos boscs i
les seves ràpides forces per fer que l'Orde els deixi estar. Encara que, després de la gran 
pressió exercida per bastants faccions Catòliques, l'avanç del Catolicisme probablement serà 
inevitable per Lituània. Cap a l'oest, els danesos tenen l'esperança d'unir Escandinàvia i 
des d'allà organitzar atacs contra la resta de la zona bàltica. Però hauran de tenir en 
compte que el poderós Sant Imperi Romanogermànic està situat directament al seu sud, i els 
danesos hauran de fer un molt bon ús de les seves extenses flotes si esperen derrotar els 
seus nombrosos enemics.

### Llista de faccions
- L'Orde Teutònic - Poderoses unitats pesants en tot, però mancança en unitats lleugeres.
  - Dificultat: Fàcil.
  - Religió: Cristians catòlics.
  - Emplaçaments inicials: Torun (castell), Marienburg (castell, capital), Kaliningrad (ciutat), Windau (castell), Riga (ciutat), Daugavpils (castell), Arensburg (ciutat) i Pärnu (ciutat).
- Regne de Dinamarca - Bo en tot excepte en la cavalleria pesant, de la qual tenen certa mancança.
  - Dificultat: Fàcil.
  - Religió: Cristians catòlics.
  - Emplaçaments inicials: Hamburg (castell), Aarhus (ciutat), Roskilde (ciutat, capital), Halmstad (ciutat), Hässleholm (castell), Reval (ciutat) i Narva (castell).
- Gran Ducat de Lituània - Excel·lents unitat lleugeres, particularment la cavalleria lleugera, però als soldats els manca ordre i disciplina.
  - Dificultat: Moderada.
  - Religió: Pagans.
  - Emplaçaments inicials: Goradnia (ciutat), Lida (castell), Baranovitxi (ciutat), Minsk (ciutat), Vílnius (ciutat, capital), Kaunas (ciutat), Panevezys (ciutat), Šiauliai (ciutat) i Palanga (castell).
- Gran Ducat de Nóvgorod - Gran varietat en cavalleria i en cavalleria de projectil, però infanteria i unitats de projectil pobres al període inicial.
  - Dificultat: Moderada.
  - Religió: Cristians ortodoxos.
  - Emplaçaments inicials: Nóvgorod (ciutat, capital), Pskov (ciutat), Kholm (ciutat), Velikiye Luki (ciutat), Zubstov (castell), Viciebsk (ciutat) i Smolensk (ciutat).
- Sant Imperi Romanogermànic (desbloquejable) - Fort en tot, però mancança en unitats especialitzades durant el període final.
  - Dificultat: Moderada.
  - Religió: Cristians catòlics.
  - Emplaçaments inicials: Stettin (castell), Magdeburg (ciutat), Hannover (ciutat, capital), Praga (ciutat) i Hof (castell).
- Regne de Polònia (desbloquejable) - Unitats de cavalleria poderosíssimes, però infanteria pobra.
  - Dificultat: Difícil.
  - Religió: Cristians catòlics.
  - Emplaçaments inicials: Danzig (ciutat), Jazdow (ciutat), Poznań (ciutat), Plock (castell), Cracòvia (ciutat, capital) i Czestochowa (castell).
- Regne de Noruega (no jugable) - Excel·lent infanteria, la qual porta temibles armes de dos mans, però té poca cavalleria pesant.
  - Religió: Cristians catòlics.
  - Emplaçaments inicials: Akershus (ciutat, capital) i Agder (castell).
- Imperi Mongol (no jugable) - Poderosa cavalleria i arquers, però infanteria pobra.
  - Religió: Musulmans.
  - Emplaçaments inicials: Kíev (ciutat, capital), Zhytomyr (castell), Pinsk (castell), Turov (ciutat) i Txernigov (ciutat).

### Característiques a ressaltar
Nobles croats, portats a aquest conflicte contra el Paganisme en la seva recerca de glòria i 
fama, demanaran ajuda a l'Orde Teutònic a canvi de donacions destinades als cofres de 
l'Orde. La quantia en or d'aquestes donacions varia depenent dels èxits que aquests nobles 
assoleixin. El líder lituà serà recompensat pel seu consell de nobles en unes missions que 
aniran apareixent que consistiran a matar a qualsevol d'aquests croats.
Si es juga com a Dinamarca, és possible formar la Unió de Kalmar. Per aconseguir-ho 
primer hauràs de prendre el controls dels emplaçaments escandinaus de Kalmar, 
Göteborg, Visby, Uppsala i Abo. Després de prendre el control d'aquests 
emplaçaments hauràs de matar el rei noruec, ja sigui manant a un assassí o matant-lo en el 
camp de batalla. Has de tenir en compte que si elimines per complet a Noruega et serà 
impossible formar la Unió. Després que la Unió hagi estat formada, Dinamarca prendrà una 
nova bandera, guanyarà accés a tots els emplaçaments i exèrcits existents de Noruega, i 
desbloquejarà l'habilitat d'entrenar a tres noves unitats.
Poc després de començar la campanya, una missió animarà a les faccions catòliques a formar 
la Lliga de la Hansa. La Lliga consisteix en cinc regions específiques al mapa de 
campanya. La facció que controli la majoria d'aquests emplaçaments tindrà la gran 
oportunitat de construir la Seu de la Lliga de la Hansa - un edifici únic que proporciona 
significatives recompenses econòmiques.

#### Característiques de l'Orde Teutònic
A causa de la natura única de l'Orde Teutònic, aquesta no disposa d'un arbre genealògic - 
tornant a les princeses i certes options diplomàtiques innaccessibles per ells, però tornant 
a la facció menys vulnerable als assassins. Així que l'Orde està liderada per un 
Hochmeister, el que, quan mor, serà reemplaçat pel general més capacitat entre les files 
de l'Orde.
Finalment, les millors unitats de l'Orde només poden ser entrenades en zones amb un alt 
percentatge de la població que professi el Catolicisme. Reclutar unitats com ara els 
Cavallers de Crist, els Halbbrüder i els Ritterbrüder requereix un nombre extremament alt de 
catòlics en les regions controlades per l'Orde.

#### Característiques de Lituània
Lituània comença com una facció pagana, tenint la possibilitat d'utilitzar certes unitats 
úniques i poderoses per compensar la seva poc avançada tecnologia. Hi ha cert nombre 
d'opcions de construcció diferents en un emplaçament que permeten a la facció dedicar 
temples a tres deïtats paganes diferents. Encara que, mentre Lituània sigui pagana, aquesta 
serà incapaç de millorar els emplaçaments per sobre del nivell de ciutat o de castell.
En cert punt durant la campanya, se li presentarà a Lituània l'opció de convertir-se al 
Cristianisme. Encara que això pot causar un descontentament significatiu i forçarà a la facció a 
destruir qualsevol edifici, unitat o agent que fos específicament pagà, també desbloquejarà 
noves opcions de construcció i farà a Lituània un objectiu menys temptador per les faccions 
catòliques que l'envolten.